# Тихомир Янакиев
Тихомир Йорданов Янакиев е български политик и икономист от БСП, кмет на Созопол (от 2019 г.).

## Биография
Тихомир Янакиев е роден на 15 март 1972 г. в град Созопол, Народна република България. През 1991 г. завършва средното си образование в ССУМОР „Генерал Владимир Заимов“ (дн. Професионална гимназия по морско корабоплаване и риболов „Свети Никола“) в Бургас. През 2000 г. завършва специалност „Маркетинг и мениджмънт“ в Икономическия университет във Варна, а след това придобива магистърска степен със специалност „Стопанско управление“ в Университета „Проф. д-р Асен Златаров“ в Бургас.
В периода от 2002 до 2019 г. е банков служител, а от 2004 г. заема ръководна позиция.

### Политическа дейност
На местните избори през 2019 г. е кандидат за кмет на община Созопол, издигнат от „БСП за България“. На проведения първи тур получава 3366 гласа (или 45,12%) и се явява на балотаж с кандидата на ГЕРБ Красимира Германова, която получава 2438 гласа (или 32,68%). Избран е на втори тур с 4897 гласа (или 65,48%).
След парламентарните избори през ноември 2021 г. и ниския резултат на БСП в община Созопол той решава да подаде оставката си като зам.-председател на Областния съвет на БСП в Бургас.